# APA Wojciechowski Architekci
APA Wojciechowski Architekci – jedna z największych firm architektonicznych w Polsce, założona w 1982 w Warszawie. Zatrudnia blisko 120 architektów w biurach w Warszawie i Trójmieście, projektuje w Polsce, Rosji i na Ukrainie i Litwie. 
Prezesem firmy jest architekt Szymon Wojciechowski.  

## Wybrane realizacje
- Hotel Marina Diana w Białobrzegach (2002)[3]
- Saski Crescent w Warszawie (2003)[4]
- Riverside Park w Warszawie (2006)[5]
- Arkońska Business Park w Gdańsku (2007)[6]
- Grzybowska Park w Warszawie (2008)[7]
- Equator w Warszawie (2008)[8]
- Saska Kępa Plaza w Warszawie (2008)[9]
- Galeria Jurajska w Częstochowie (2009)
- Galeria Malta w Poznaniu (2009)[10]
- Park Postępu w Warszawie (2009)[11]
- Osiedle Klonowa Aleja w Warszawie (2009)[12]
- Francuska Office Center w Katowicach (2010)
- Equator II w Warszawie (2011)[13]
- The Park Warsaw w Warszawie (2011)[14]
- Galeria Słoneczna w Radomiu (2011)[15]
- Gdański Inkubator Przedsiębiorczości STARTER w Gdańsku (2012)[16]
- Radom Office Park w Radomiu (2013)[17]
- Factory Annopol w Warszawie (2013)[18]
- White Square Office Center i White Garden Office Center w Moskwie (2009-2013)[19]
- Kompleks Alchemia w Gdańsku (2011-2019)
- Osiedle Galeria Park w Warszawie (2012)[20]
- Diamond Business Park Ursus w Warszawie (2013)[21]
- Port Praski w Warszawie (master plan) (2016)
- Latarnia i Port w Porcie Praskim w Warszawie (2016)[22]
- Sierakowskiego 5 w Porcie Praskim w Warszawie (2016)[23]
- Praga 306 w Warszawie (2017)[24]
- Budynek przy ulicy Kamionkowskiej 32 w Warszawie (2018)[25][26]
- Business Garden Wrocław (2016-2019)[27]
- UNIT.City (master plan i wybrane budynki) w Kijowie (2016-2022)[28]
- Lviv.Tech.City (master plan i wybrane budynki) we Lwowie (2017-2022)
- Galeria Północna w Warszawie (2017)
- Hotel Altus Poznań Old Town (2018)[29]
- Equator IV w Warszawie (2018)[30]
- Rezydencja Barska w Warszawie (2020)[31][32]
- Port II w Porcie Praskim w Warszawie (2020)[33]
- Elektrownia Powiśle w Warszawie (2020)[34]
- Riverview w Gdańsku (2020)[35]
- Centrum Południe we Wrocławiu (2020)
- Osiedle Reset w Warszawie (2020)[36]
- Apartamenty Dobra 32 w Warszawie (2021)[37]
- Skyliner w Warszawie (2021)[38]
- Officyna w Gdańsku (2022)[39][40]
- K2 (Kielecka 2) w Gdyni (2022)[41][42]
- FORMAT w Gdańsku (2022)[43]
- The Park Kraków w Krakowie (2022)[44][45]
- PZO II oraz PZO Food Hall w Fabryce PZO w Warszawie (2022)[46][47]
- Hotel Barcelo Warsaw Powiśle w Warszawie (2023)[48][49]

## Wybrane nagrody
- Nagroda Construction & Investment Journal 2005 w kategorii "Best Warehouse / Logistics Development" za projekt Diamond Business Park in Piaseczno (2005)
- Nagroda redakcji "Rezydencji" w kategorii "sztuka tworzenia domu" za projekty Ogrody Shiraz i Sawa Park (2005)
- Tytuł "Architect of the year 2009", przyznany przez CEE Real Estate Quality Award we współpracy z The Financial Times (2009)
- Nagroda II Stopnia w Konkursie PZITB Budowa Roku 2010, za projekt budynków biurowych klasy A "Cyril" Centrum Biurowe Francuska w Katowicach (2010)[50]
- Nagroda "Architect of the year" – Business Center Class A, przyznanej przez Commercial Real Estate Moscow Awards (2010)
- Firma Architektoniczna roku - Europaproperty.com CEE Green Building Awards 2012 (2012)
- "Green" Architect of the Year 2012 w konkursie PLGBC Awards (2012)[51]
- Najlepszy projekt pro-ekologiczny 2012 w Polsce - Alchemia, w konkursie PLGBC Awards (2012)
- Nagroda Forbes 2012 dla Szymona Wojciechowskiego, I miejsce w Konkursie „ Profesjonaliści Forbesa 2012" Zawody Zaufania Publicznego (2012)
- „TopBuilder 2013” za projekt "White Gardens Office Center w Moskwie" (2013)
- Nagroda I Stopnia w Konkursie PZITB Budowa Roku za projekt Galeria Północna (2017)[52]
- HOF Awards 2020 w kategorii "Best of the Best CEE/SEE" (2020)
- Architizer A+Firm Awards w kategorii "Best of the year" (2021)[53]
- Brick Award 2021 w kategorii "living together" za projekt Riverview (2021)[54][55]
- Najlepsza Gdańska Realizacja Architektoniczna za projekt Riverview (2021)
- Nagroda Architektoniczna Prezydenta m. st. Warszawy w kategorii "architektura komercyjna" za projekt Elektrownia Powiśle (2021)[56],
- CEE Investment Award 2021 w kategorii Best Architects Company (2021)[57]
- Prime Property Prize 2021 w kategorii "architektura" za projekt Skyliner (2021)[58]
- Wyróżnienie - Golden Trezzini Award - Finalist za projekt Elektrownia Powiśle (2021)[59]
- Nagroda MIPIM Award 2021 w kategorii "Best Mixed-Use Development" za projekt Elektrownia Powiśle (2021)[60]
- Nominacja do Nagrody Architektonicznej Prezydenta Gdańska w kategorii "biurowiec" za projekt Officyna (2021)[61]
- Dwie nominacje do Nagrody Unii Europejskiej w konkursie architektury współczesnej im. Miesa van der Rohe za projekty Riverview i Elektrownia Powiśle (2022)[62][63]
- Pierwsza nagroda w konkursie Piękny Wrocław w kategorii "budynek użyteczności publicznej" za projekt Centrum Południe (2022)
- Prime Property Prize 2022 - nagroda w kategorii PRS - Apartamenty Elektrownia w Elektrowni Powiśle (2022)[64]
- III Nagroda w konkursie Polski Cement w Architekturze za projekt Skyliner w Warszawie (2022)[65]
- Wyróżnienie w konkursie Lider Dostępności - w kategorii "Obiekt biurowo/handlowy" za projekt Centrum Południe we Wrocławiu (2022)[66]
- HOF Awards 2022 - Best Architects Company (2022)[67]
- CEE Investment Awards 2022 w kategorii Architectural Firm (2022)[68]
- Nagroda Przewodniczącego Rady Miasta Gdyni "Czas Gdyni" 2022 za Najlepszą Inwestycję roku w kategoriach "Architektura" oraz "Inwestycje"[69]
- TOP Builder 2023 - wyróżnienia w kategoriach "Projektowanie Architektoniczne" oraz "Inwestycja" za projekt: FORMAT w Gdańsku (2023)[70]
- Nominacje do Nagrody Roku SARP 2023 za projekt budynku B1 w The Park Kraków w Krakowie (2023)[71]